# 臺灣溝鰕虎
臺灣溝鰕虎（学名：Oxyurichthys formosanus）为背眼鰕虎科溝鰕虎魚屬下的一个种。其种加词“formosanus”意为“台湾的”。